# برايس بابنبروك
برايس بابنبروك (Bryce Papenbrook) (اسمه الكامل برايس أوستن بابنبروك (Bryce Austin Papenbrook)) هو مؤدي أصوات ومعلم فنون قتال أمريكي ولد في 24 فبراير 1986 في ويست هيلز، لوس أنجلوس.

## أدواره في الأنمي

### مسلسلات أنمي تلفزيونية
- الإكسورسيست الأزرق - رين أوكومورا
- الإكسورسيست الأزرق: ملك كيوتو الملوث - رين أوكومورا
- دورارارا!! - ماساومي كيدا
- دورارارا!! ×2 المقدمة - ماساومي كيدا
- دورارارا!! ×2 المنتصف - ماساومي كيدا
- دورارارا!! ×2 الخاتمة - ماساومي كيدا
- سورد آرت أونلاين - كيريتو/كازوتو كيريغايا
- سورد آرت أونلاين II - كيريتو/كازوتو كيريغايا
- دوت هاك أسطورة الشفق - شوغو كونيساكي
- بوسو رينكين - شوسوي هاياساكا (تحت الاسم المستعار ديك سمولبيريز الابن (Dick Smallberries Jr.))
- كيكايشي - هيرومو تاباتا
- حفيد نوراريهيون - كابّا، ريوتا نيكو
- حفيد نوراريهيون: عاصمة العفاريت - كابّا
- فامباير نايت - هانابوسا آيدو
- فامباير نايت Guilty - هانابوسا آيدو
- كود غياس: لولوش الثائر R2 - إدغار دارلتون
- ترايجان - فاش ذا ستامبيد (أيام الطفولة) (تحت الاسم المستعار ديك سمولبيريز الابن)
- بليد - إدغار فروست
- بليتش - ريوزابورو، جينتا هاناكاري (الصوت الثاني)
- هجوم العمالقة - إيرين ييغر
- هجوم العمالقة: الثانوية - إيرين ييغر
- بلاد لاد - ستاز تشارلي بلاد
- سيلور مون - كيجين شينوكاوا
- دانغانرونبا ذي أنيميشن - ماكوتو نايغي
- دانغانرونبا 3: نهاية أكاديمية قمة الأمل - ماكوتو نايغي، ناغيتو كومايدا
- من الغد الهادئ - كانامي إيساكي
- سول إيتر نوت! - كلاي سايزمور
- آلدنوا زيرو - كولم كرافتمان
- فرسان التنكاي - تشوكي ماسون
- الخطايا السبع المميتة - ميليوداس، لاف هيلم
- الخطايا السبع المميتة: تلميحات الحرب المقدسة - ميليوداس
- الخطايا السبع المميتة: إعادة إحياء الوصايا - ميليوداس، زيلدريس
- مغامرة جوجو الغريبة - سيزر أنطونيو زيبيلي
- فيت/ستاي نايت Unlimited Blade Works - شيرو إميا
- بوكيمون أوريجينز - ريد
- البدلة المتنقلة جاندام: أيتام الدم الحديدي - يوجين سفن ستارك
- فصل الاغتيال - إيكيدا
- سيف قاتل الشياطين - إينوسكي هاشيبيرا
- بيستارز - كيبي، سمع
- دوروهيدورو - فوجيتا

### أنمي الإنترنت
- ديفل مان: الطفل الباكي - مويورو كودا
- بوكيمون جينيريشنز - باك

### أفلام أنمي
- الفرقة الأولى - فاليا (تحت الاسم المستعار ديك سمولبيريز الابن)
- سلسلة أفلام فيت/ستاي نايت Heaven's Feel
  - فيت/ستاي نايت Heaven's Feel: الفصل الأول: presage flower - شيرو إميا
- فيلم سورد آرت أونلاين: أوردينال سكيل - كيريتو/كازوتو كيريغايا
- بلام! - فوساتا
- فيلم الإكسورسيست الأزرق - رين أوكومورا

## أدواره في الرسوم المتحركة
- ميراكيولوس: مغامرات الدعسوقة والقط الأسود - أدريان أغريست/القط الأسود، أسبيك، الدعسوق، القط الأبيض، فيليكس غراهام دي فانيتي
- تمالك نفسك سكوبي دو - طاهي القسم
- محققا بيت الشجرة - إيروين

## أدواره في ألعاب الفيديو
- تيلز أوف غريسز - أسبل لانت
- ديسيديا: فاينل فانتسي - زيدان ترايبال
- ديسيديا 012: فاينل فانتسي - زيدان ترايبال
- دانغانرونبا: تريغر هابي هافوك - ماكوتو نايغي
- دانغانرونبا 2: غودباي ديسبير - ناغيتو كومايدا
- دانغانرونبا أناذر إيبيسود: ألترا ديسبير غيرلز - ماكوتو نايغي، الخادم
- بيرسونا Q شادو أوف ذا لابيرينث - ثيودور
- بريفلي ديفولت - تيز أريور
- باك مان آند ذا غوستلي أدفنتشرز - إنكي
- فاير إمبلم أويكينينغ - هنري
- تيم سونيك ريسنغ - القنفذ سيلفر

## وصلات خارجية
- برايس بابنبروك على موقع IMDb (الإنجليزية)
- برايس بابنبروك على موقع ميوزك برينز (الإنجليزية)
- برايس بابنبروك على موقع قاعدة بيانات الفيلم (الإنجليزية)
- برايس بابنبروك على موقع ANN person (الإنجليزية)